# Russell Ohl
Russell Ohl (Allentown, Pensilvania, 30 de enero de 1898-marzo de 1987) fue un ingeniero estadounidense reconocido generalmente por patentar la célula solar moderna (Patente de EE.UU. 2.402.662, "dispositivo sensible a la luz"). Ohl fue un investigador notable de los semiconductores antes de la invención del transistor. También se le conoció como R.S. Ohl.
El área de investigación en la que se especializó fue sobre el comportamiento de ciertos tipos de cristales. Trabajó en la investigación de materiales en la década de 1930 en las instalaciones de Holmdel AT & T Bell Labs, la investigación de diodos detectores adecuados para la radio de alta frecuencia, la radiodifusión y radares militares. Su trabajo sólo fue entendido por un puñado de científicos de la organización, uno de los cuales fue el Dr. Walter Brattain (uno de los tres que inventó el transistor bipolar de germanio en 1947, que sería galardonado con el Premio Nobel de Física en 1956).
Ohl, en 1939, descubrió la barrera PN (o como se dio a conocer, la "Unión PN"). En el momento casi nadie sabía nada acerca de las impurezas en este tipo de cristales, pero Russell Ohl descubrió el mecanismo por el cual funcionaban. Era las impurezas las que convertían a algunas secciones en más resistentes a la corriente eléctrica que otras, y por lo tanto era la "barrera" entre estas áreas de diferente pureza que hacían que el cristal funcionase. Posteriorment Ohl descubrió que el germanio super-purificado era la clave para lograr un material semiconductor útil para la elaboración de diodos. Todo tipo de diodos son herederos del trabajo de Ohl. Su trabajo con ellos le permitió desarrollar posteriormente las primeras células solares de silicio.